# Bikovec
Bikovec is een plaats in de gemeente Maruševec in de Kroatische provincie Varaždin. De plaats telt 228 inwoners (2001).